# Liste der Stolpersteine in Bad Endbach
Die Liste der Stolpersteine in Bad Endbach enthält die Stolpersteine, die im Rahmen des gleichnamigen Kunst-Projekts von Gunter Demnig in Bad Endbach verlegt wurden. Mit ihnen soll an die Opfer des Nationalsozialismus erinnert werden, die in Bad Endbach lebten und wirkten.

## Liste der Stolpersteine
| Name              | Adresse        | Bild | Inschrift                                                                      | Verlegedatum | Biografie und Anmerkungen |
| ----------------- | -------------- | --- | ------------------------------------------------------------------------------ | ------------ | ------------------------- |
| Simon Junker      | Am Kurpark 5 · | Bild gesucht Der Benutzer GeorgDerReisende ( Diskussion ) wünscht sich an dieser Stelle ein Bild vom Ort mit diesen Koordinaten 50.75265 8.49129 . Motiv: Am Kurpark 5, Stolpersteine für die Familie Junker (an einer der Längsseiten des Hauses), die Lage und das Haus Falls du dabei helfen möchtest, erklärt die Anleitung , wie das geht. BW | Hier wohnte Simon Junker Jg. 1888 Flucht 1937 Argentinien tot 14.9.1943        | 28. Mai 2018 |                           |
| Wilhelmine Junker | Am Kurpark 5 · | Bild gesucht Die Wikipedia wünscht sich an dieser Stelle ein Bild vom hier behandelten Ort. Falls du dabei helfen möchtest, erklärt die Anleitung , wie das geht. BW | Hier wohnte Wilhelmine Junker geb. Laatz Jg. 1891 Flucht 1937 Argentinien      | 28. Mai 2018 |                           |
| Elfriede Junker   | Am Kurpark 5 · | Bild gesucht Die Wikipedia wünscht sich an dieser Stelle ein Bild vom hier behandelten Ort. Falls du dabei helfen möchtest, erklärt die Anleitung , wie das geht. BW | Hier wohnte Elfriede Junker verh. Leschnitzer Jg. 1914 Flucht 1937 Argentinien | 28. Mai 2018 |                           |
| Alfred Junker     | Am Kurpark 5 · | Bild gesucht Die Wikipedia wünscht sich an dieser Stelle ein Bild vom hier behandelten Ort. Falls du dabei helfen möchtest, erklärt die Anleitung , wie das geht. BW | Hier wohnte Alfred Junker Jg. 1919 Flucht 1937 Argentinien                     | 28. Mai 2018 |                           |